# Marina Sena
Marina de Oliveira Sena (Taiobeiras, 26 de septiembre de 1996) es una cantante y compositora brasileña.
La artista inició su carrera como cantante del grupo musical minero A Outra Banda da Lua, donde actuó en varias ciudades de Minas Gerais. Se hizo conocida como la cantante principal de Banda Rosa Neon, cuando se volvió viral con la canción «Ombrim» junto a los demás integrantes.

## Carrera

### 2021: Carrera en solitario y álbum debutDe Primeira
En enero de 2021 inició su carrera en solitario con el sencillo «Me Toca», lanzado con el apoyo del sello musical Quadrilha, del rapero Djonga. El 19 de agosto del mismo año lanzó su primer álbum de estudio, De Primeira y el segundo sencillo en solitario, «Voltei Pra Mim», producido por ella en colaboración con el productor musical Iuri Rio Branco. El disco es una mezcla de pop, samba, axé, dancehall, reggae y MPB, siendo aclamado por la crítica especializada.
Luego del lanzamiento del álbum, Marina Sena lanzó como sencillo su tema «Por Supuesto» el 24 de noviembre de 2021, el cual estuvo acompañado de un clip donde encarna a una novia abandonada en un salón vacío. El 24 de febrero de 2022 se lanzó la canción «Poesia Acústica 12 - Pra Semper», protagonizada por Marina Sena. La canción tuvo un importante impacto en el panorama musical nacional y fue una de las más escuchadas con la participación del cantante.

### 2023:Vício Inerente
En febrero de 2023, Marina Sena anunció el contrato con el sello Sony Music Brasil, el 23 del mismo mes lanzó el tema «Tudo Pra Amar Você» con el apoyo del sello para el primer sencillo de su segundo álbum de estudio, Vício Inerente. lanzado el 27 de abril de 2023. Después del lanzamiento, el 30 de abril de 2023, Marina Sena lanzó «Olho no Gato» como segundo sencillo de su álbum.

## Discografía

### Álbumes de estudio
- 2021: De Primeira
- 2023: Vício Inerente
- 2025: Coisas Naturais